# Ałłan Dugblej
Ałłan Dżoakimowicz Dugblej, ros. Аллан Джоакимович Дугблей (ur. 4 stycznia 1985 w Moskwie, Rosyjska FSRR) – rosyjski piłkarz pochodzenia ghańskiego, grający na pozycji pomocnika.

## Kariera piłkarska

### Kariera klubowa
W dzieciństwie mieszkał w Ghanie, skąd pochodzi jego ojciec (matka Rosjanka). Potem wyjechali z rodziną do Rosji. Wychowanek DJuSSz Kryłatskoje Moskwa. W 2001 rozpoczął karierę piłkarską w klubie Awtodor Władykaukaz, skąd przeszedł do Titanu Moskwa. W 2003 został piłkarzem Szynnika Jarosław. W pierwszej połowie 2004 roku bronił barw FK Iżewsk. W sierpniu 2004 został zaproszony do Dynama Kijów. Zimą 2005 powrócił do Moskwy, gdzie występował w klubach Priesnia Moskwa, Nika Moskwa i Torpedo-RG Moskwa. W 2009 podpisał kontrakt z Czernomorcem Noworosyjsk. Potem grał w drugoligowym zespole Nara-SzBFR Naro-Fomińsk.